# ساحة سعد (البصرة)
ساحة سعد بن أبي وقاص، المعروفة اختصاراً ساحة سعد، هي ساحة كبيرة في مدينة البصرة جنوب العراق، تلتقي فيها طرق رئيسية في محافظة البصرة، قيل إن اسمها كان «ساحة استعراضات الثورة الكبرى» ثم بعد ابتداء الحرب العراقية الإيرانية (قادسية صدام) بُدّلَ اسم الساحة إلى «ساحة سعد بن أبي وقاص» [محل شك]، استذكاراً لسعد بن أبي وقاص قائد الانتصار الإسلامي على بلاد فارس. وقيل إن تأريخ الاسم أقدم من الحرب العراقية الإيرانية، وأن سببها هو الوجود السابق لتمثال سعد بن أبي وقاص في تلك الساحة، ثم بُدّل التمثال بنُصب جندي عراقي. لهذه الساحة ذكريات حماسية وعاطفية كثيرة متعلقة بأيام الحرب والوداع، إذ كان الجنود ينطلقون منها إلى الجبهات، يودّعهم أهاليهم منها، وكانت تتلاقى فيها أيضاً المركبات العسكرية التي تحمل جنوداً أو معدّات عسكرية.